# Bitighramu
Bitighramu (arab. بتغرامو) – wieś w Syrii, w muhafazie Latakia. W 2004 roku liczyła 848 mieszkańców.